# Warren S. McCulloch
Warren Sturgis McCulloch  (Orange, New Jersey, 16 november 1898 - Cambridge, Massachusetts, 24 september 1969) was een Amerikaans neurofysioloog en cyberneticus. Hij was een van de grondleggers van de cybernetica en was onder andere mentor van Anthony Stafford Beer. 
McCulloch studeerde filosofie en psychologie aan de Yale-universiteit en promoveerde in de psychologie aan de Columbia-universiteit. 